# ناثان بوليو
ناثان بوليو هو لاعب هوكي جليد كندي، ولد في 5 ديسمبر 1992 في ستراثوري كاردوك في كندا.

## وصلات خارجية
- ناثان بوليو على موقع دوري الهوكي الوطني (الإنجليزية)
- ناثان بوليو على موقع EliteProspects.com (الإنجليزية)
- ناثان بوليو على موقع HockeyDB.com (الإنجليزية)
- ناثان بوليو على موقع Hockey-Reference.com (الإنجليزية)